# Squilla empusa
Squilla empusa är en kräftdjursart som beskrevs av Thomas Say 1818. Squilla empusa ingår i släktet Squilla och familjen Squillidae. Inga underarter finns listade i Catalogue of Life.

## Bildgalleri

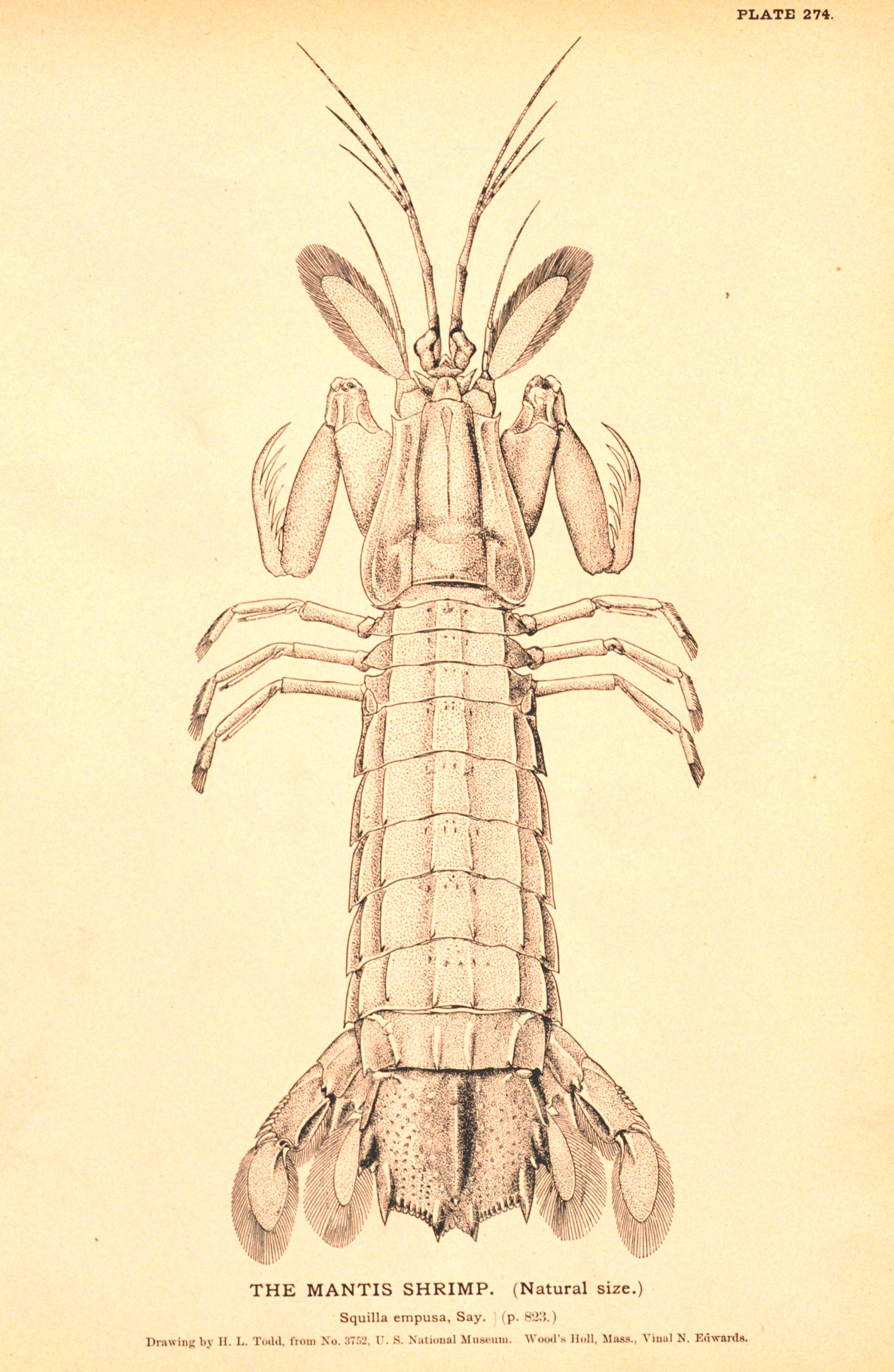
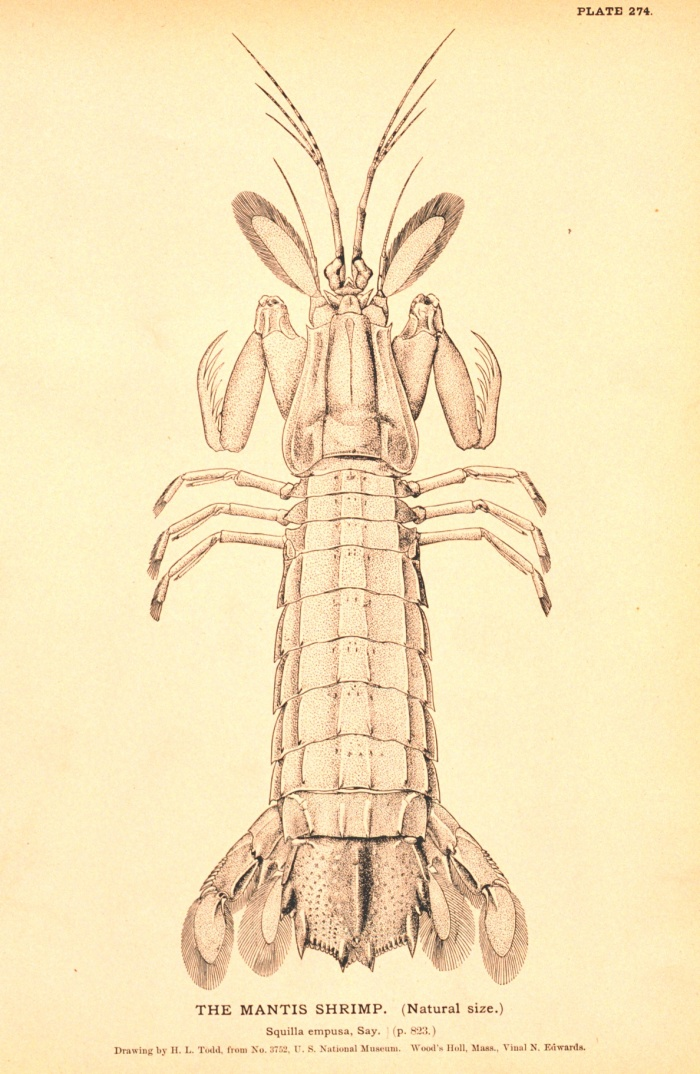